# Nitryl

Oxid dusičitý

Nitryl je funkční skupina se vzorcem -NO2. K sloučeninám, ve kterých se vyskytuje, patří například nitrylfluorid (NO2F) a nitrylchlorid (NO2Cl).
Podobně jako oxid dusičitý obsahuje nitrylová skupina atom dusíku navázaný dvěma vazbami na dva atomy kyslíku se třetí vazbou rovnoměrně rozdělenou mezi dusík a oba kyslíky. Vzniklý radikál poté tvoří vazbu s další jednovaznou částicí X (například F, Cl, OH).
V organické chemii se sloučeniny obsahující nitrylové skupiny nazývají nitrosloučeniny, například pro nitrylbenzen se obvykle používá název nitrobenzen.